# Jay Lake

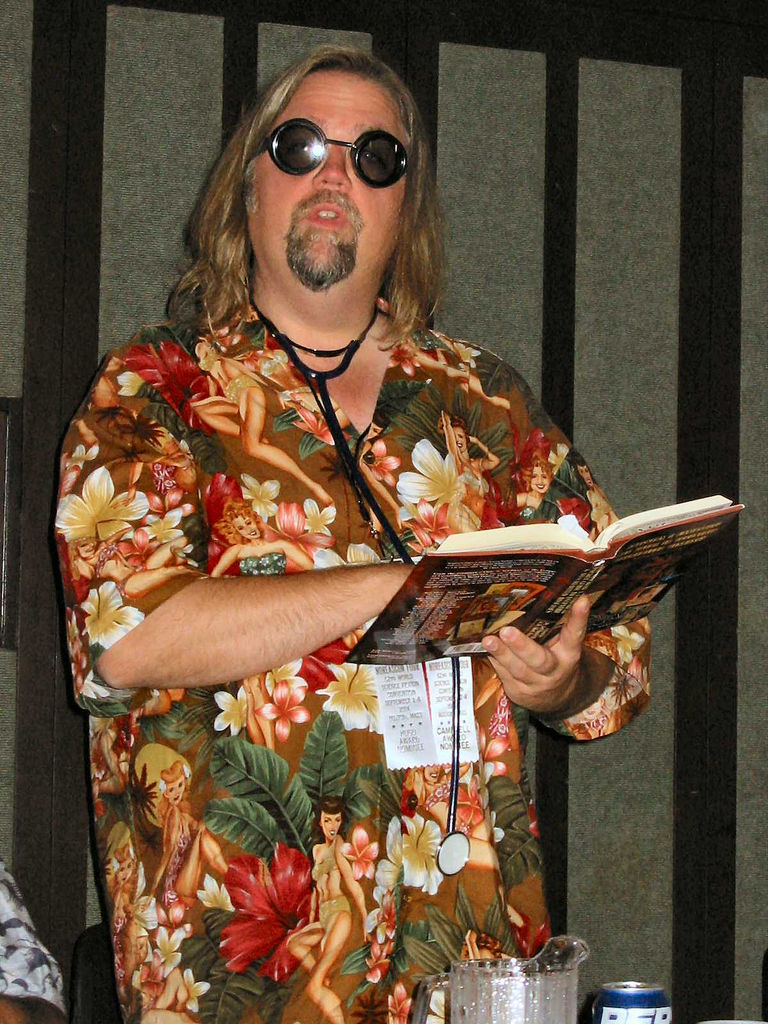
Jay Lake (2004)

Joseph Edward „Jay“ Lake, Jr. (* 6. Juni 1964 in Taipeh, Taiwan; † 1. Juni 2014 in Portland, Oregon) war ein US-amerikanischer Science-Fiction- und Fantasy-Schriftsteller. 2003 erreichte er einen ersten Platz in dem vierteljährlich ausgetragenen Wettbewerb Writers and Illustrators of the Future. 2004 gewann er den Astounding Award for Best New Writer in Science Fiction als bester neuer Schriftsteller. Er lebte in Portland, Oregon und arbeitete als Produktmanager für ein Sprachdienstleistungsunternehmen.

## Biografie
Er war das älteste von drei Kindern von Joseph Edward Lake, einem US-amerikanischen Auslandsdienstoffizier, der zu dieser Zeit in Taiwan diente. Als Kind lebte er in Nigeria, Dahomey (jetzt Benin), Kanada, Washington, D.C. und kehrte für einige Jahre nach Taiwan zurück, als sein Vater ein zweites Mal dort stationiert wurde. Er besuchte die High School in Choate Rosemary Hall, Connecticut und machte 1986 seinen Abschluss an der University of Texas at Austin. Lake machte seinen fortgeschrittenen Darmkrebs öffentlich. Er wurde im April 2008 diagnostiziert und entwickelte sich dann von einem einzelnen Tumor zu einer Metastasierung der Lunge und Leber, die nach mehreren Operationen und Chemotherapien wieder auftrat. Er nutzte Crowdfunding durch YouCaring, einer Crowdfunding-Website, um für die Sequenzierung des gesamten Genoms zu bezahlen, in Richtung der geringen Wahrscheinlichkeit, dass die Ergebnisse eines solchen Tests … einen Behandlungsweg ergeben. Lake starb am 1. Juni 2014, fünf Tage vor seinem 50. Geburtstag, an Krebs.
Lake ist das Thema eines Dokumentarfilms mit dem Titel Lakeside – Ein Jahr mit Jay Lake von Waterloo Productions. Der Film, der dem Kampf von Lake gegen Krebs folgt, hatte am 30. August 2013 auf der WorldCon World Science Fiction Convention in San Antonio ein spezielles Work-in-Progress-Screening. Ab Mai 2014 befand es sich in der Postproduktion und hatte am 21. August 2015 während der 73. World Science Fiction Convention in Sasquan in Spokane Washington Premiere.
Die Schriften von Lake erschienen in zahlreichen Veröffentlichungen, darunter Postscripts, Realms of Fantasy, Interzone, Strange Horizonns, Asimovs Science Fiction, Nemonymous und das Mammoth Book of Best New Horror. Er war Redakteur für die Anthologie-Reihe Polyphony von Wheatland Press und trug auch zu The Internet Review of Science Fiction bei. Seine postum veröffentlichte Sammlung Last Plane to Heaven wurde 2015 mit dem Endeavour Award ausgezeichnet. Im Laufe seiner Karriere schrieb Lake eine große Anzahl an Kurzgeschichten.

## Bibliografie

### Romane

#### City Imperishable
- Trial of Flowers. Night Shade Books 2006, ISBN 1-59780-056-2.
- Madness of Flowers. Night Shade Books 2006, ISBN 978-1-59780-098-3.

Zusätzlich erschienen zwei Kurzgeschichten im selben Universum:
- The Soul Bottles. in der Anthologir Leviathan 4: Cities, Night Shade Booksn 2004, dies ist die erste veröffentlichte Geschichte in City Imperishable.[11]
- Promises: A Tale of the City Imperishable. in Paper Cities: An Anthology of Urban Fantasy, 2008.

#### Mainspring
- Mainspring. Tor 2007, ISBN 0-765-31708-7.
  - Die Räder der Welt. Bastei Lübbe Science-Fiction & Fantasy #20656, 2012, Übersetzer Marcel Bülles, ISBN 978-3-404-20656-8.
- Escapement. Tor 2008, ISBN 978-0-7653-1709-4.
  - Die Räder des Lebens. Bastei Lübbe Science-Fiction & Fantasy #20664, 2012, Übersetzer Marcel Bülles, ISBN 978-3-404-20664-3.
- Pinion. Tor 2010, ISBN 978-1-4299-3481-7.

Zusätzlich erschienen zwei Kurzgeschichten im selben Universum:
- Chain of Fools. Subterranean 2008.
- Chain of Stars. Subterranean 2009.

#### Green
- Green. Tor 2009, ISBN 978-0-7653-2185-5.
  - Der verborgene Hof. Bastei Lübbe Science-Fiction & Fantasy #20717, 2013, Übersetzer Hubert Straßl, ISBN 978-3-404-20717-6:
- Endurance. Tor 2011, ISBN 978-0-7653-2676-8.
  - Der stumme Gott. Bastei Lübbe Science-Fiction & Fantasy #20753, 2014, Übersetzer Hubert Straßl, ISBN 978-3-404-20753-4.
- Kalimpura. Tor 2013, ISBN 978-0-7653-2677-5.

Zusätzlich erschienen zwei Kurzgeschichten im selben Universum:
- A Water Matter. Tor.com, 2008.
- The Passion of Mother Vajpai. in Subterranean: Tales of Dark Fantasy 2, 2011. (mit Shannon Page)

#### Weitere Romane
- Rocket Science. Fairwood Press 2005, ISBN 0-9746573-6-0.
- Death of a Starship. MonkeyBrain Books 2009, ISBN 978-1-932265-29-3.

### Storysammlungen
- Greetings From Lake Wu. Wheatland Press 2003, ISBN 0-9720547-2-3.
- Green Grow the Rushes-Oh, Fairwood Press 2003, ISBN 0-9746573-2-8.
- Dogs in the Moonlight. Prime Books 2004, ISBN 1-930997-56-6.
- American Sorrows. Wheatland Press 2004, ISBN  0-9755903-0-8.
- The River Knows Its Own. Wheatland Press 2007, ISBN 978-0-9755903-9-3.
- The Sky That Wraps. Subterranean Press 2010, ISBN 978-1-59606-266-5.
- Two Stories. Tor 2011, ISBN 978-1-4299-9382-1. (mit Ken Scholes)
- Almost All the Way Home from the Stars. CreateSpace 2013, ISBN 978-1-4903-6487-2. (mit Ruth Nestvold)
- Last Plane to Heaven: The Final Collection. Tor 2014, ISBN 978-0-7653-7798-2.

### Herausgegebene Anthologien

#### Polyphony
Gemeinsam mit Deborah Layne.
- Polyphony 1. Wheatland Press 2002, ISBN 0-9720547-0-7.
- Polyphony 2. Wheatland Press 2003, ISBN 0-9720547-1-5.
- Polyphony 3. Wheatland Press 2003, ISBN 0-9720547-3-1.
- Polyphony 4. Wheatland Press 2004, ISBN 0-9720547-6-6.
- Polyphony 5. Wheatland Press 2005, ISBN 0-9755903-5-9.
- Polyphony 6. Wheatland Press 2006, ISBN 0-9755903-4-0.

#### Weitere Anthologien
- All-Star Zeppelin Adventure Stories. Wheatland Press & All-Star Stories 2004, ISBN 0-9720547-7-4 (mit David Moles).
- TEL: Stories. Wheatland Press 2005, ISBN 0-9755903-3-2.
- Spicy Slipstream Stories. Lethe Press 2008, ISBN 978-1-59021-025-3 (mit Nick Mamatas).
- The Exquisite Corpuscle. Fairwood Press 2008, ISBN 978-0-9789078-8-4 (mit Frank Wu).
- Other Earths. DAW Books 2009, ISBN 978-0-7564-0546-5 (mit Nick Gevers).
- Footprints. Hadley Rille Books 2009, ISBN 978-0-9819243-9-7 (mit Eric T. Reynolds).

### Sachbuch
- Writing Fantasy & Science Fiction: How to Create Out-of-This-World Novels and Short Stories. Writer's Digest Books 2013, ISBN 978-1-59963-140-0. (mit Philip Athans & Orson Scott Card)